# Веляти
Веляти (словац. Veľaty) — село в окрузі Требішов Кошицького краю Словаччини. Площа села 12,04 км². Станом на 31 грудня 2016 року в селі проживало 842 жителі.

## Історія
Перші згадки про село датуються 1220 роком.

## Населення
| Рік:            | 1994. | 2004.   | 2014.   | 2024.   |
| --------------- | ----- | ------- | ------- | ------- |
| Кількість осіб: | 849   | 819     | 856     | 818     |
| Різниця:        |       | -3,53 % | +4,51 % | -4,43 % |

| Рік:            | 2023. | 2024.   |
| --------------- | ----- | ------- |
| Кількість осіб: | 829   | 818     |
| Різниця:        |       | -1,32 % |